# Nomada opaca
Nomada opaca là một loài Hymenoptera trong họ Apidae. Loài này được Alfken mô tả khoa học năm 1913.
De boswespbij heeft de status bedreigd op de Nederlandse Rode Lijst.